# الحملات العسكرية الإسرائيلية على غزة
منذ زمن وغزة تقاوم القوات الإسرائيلية وقد أطلقت إسرائيل عدّة تسميات على العمليات العسكرية هناك ومنها الرصاص المصبوب.

## التسميات الإسرائيلية للعمليات العسكرية على غزة
تعددت أسماء الحملات العسكرية الإسرائيلية في مواجهة المقاومة، خلال سنوات الانتفاضة، ومنها:
1. حقل الأشواك
2. الجحيم أو جهنم
3. المتدحرجة
4. السور الواقي
5. رحلة بالألوان
6. المسار الحازم
7. فارس الليل
8. قوس قزح
9. السهم الجنوبي
10. الطريق الحازم
11. أول الغيث
12. أيام الندم
13. انفجارات بلا حدود
14. الواقي الأمامي
15. رياح خريفية
16. الحديد البرتقالي
17. سيف جلعاد
18. أمطار الصيف
19. الشتاء الساخن
20. الرصاص المصبوب
21. عامود السحاب
22. الجرف الصامد

## تسميات عمليات حماس منقطاع غزة[1]
أطلقت حماس من جهتها عديد الأسماء على عملياتها، من أهمها:
1. ثقب في القلب
2. السهم الثاقب
3. أيام الغضب
4. زلزلة الحصون
5. الوهم المتبدد
6. براكين الغضب
7. غضب الفرسان
8. وفاء الأحرار
9. بقعة الزيت
10. صيد الأفاعي
11. حرب الفرقان
12. حجارة السجيل
13. العصف المأكول